# Люміноформна пластина
Люміноформна пластина (плівка) чи англ. Image plate — спеціальна пластина чи плівка виготовлена для детектування і подальшого накопичення та зберігання слабких сигналів від високоенергетичного іонізуючого випромінювання. Люміноформа пластина (плівка) чи англ. Image plate дедалі більше займає місце та виконує функції рентгенівської плівки.

## Конструкція та принцип роботи
Люміноформна пластина складається з декількох шарів речовин. Перший шар, як правило захисний, накриває активний шар люмінофора з зв'язуючою речовиною (величина зерен порядку 5 мкм) і який, своєю чергою, нанесений на полімерну підкладку (поліетилен). Люмінофором служать кристали флуорохлориду чи флуороброміду барію частково заміщеного іонами європію у ступені окислення +2, які є центрами люмінісценції (BaFBr: Eu2+). Коли на іони Eu2+ попадає іонізуюче випромінювання вони легко віддають свій один електрон у провідну зону та стають Eu3+. Отже, ці електрони потрапляють у зону провідності кристала та захоплюються та концентруються іонами брому кристалічної решітки. Цей метастабільний стан є вищий за енергією, ніж початковий стан, тому джерело світла нижчої частоти, має недостатньо енергії щоб створити більше Eu3+ однак воно може повернути захоплені електрони з місць їх концентрації у зону провідності. Тоді ці електрони зустрічаються з Eu3+ який стає знову Eu2+ та при цьому випускаються електромагнітні хвилі певної довжини, тобто синьо-фіолетового спектра (400 нм) що і фіксується приладами при зчитуванні плівки.
Цей продукт був вперше розроблений компанією Fujifilm у 80 роках XX століття.
Використання Image plate базується на явищі Фотостимульованої люмінісценції чи англ. Image plate  a photostimulable phosphor  plate — процесу звільнення накопиченої енергії з люмінофора шляхом стимуляції її світловою енергією іншого енергетичного спектра, для подальшої емісії люмінесцентного сигналу. Це явище відповідно і використовується для детектування, подальшого накопичення та зберігання слабких сигналів від високоенергетичного і короткохвильового іонізуючого випромінювання у люмінофорній пластині. Явище фотостимульованої люмінісценції яке використовується при роботі люмінофорних плівок дозволяє значно зменшити час експозиції, тобто підвищити поріг чутливості, а також отримувати детектований сигнал у цифровому форматі.

## Етапи роботи
Створення детектованої картини на Image plate проходить у два етапи:
1. експозиція випромінюванням та «запам'ятовування» картини (сигналу) пластиною
2. «зчитування» картини сигналу («англ. image»), тобто стимуляція плівки іншим випромінюванням за допомогою певного пристрою

Третім етапом можна назвати стирання запам'ятованої картини звичайним «білим» світлом певної інтенсивності, тобто приведення люмінісцентної плівки знову у робочий стан.